# 슈테판 자그마이스터

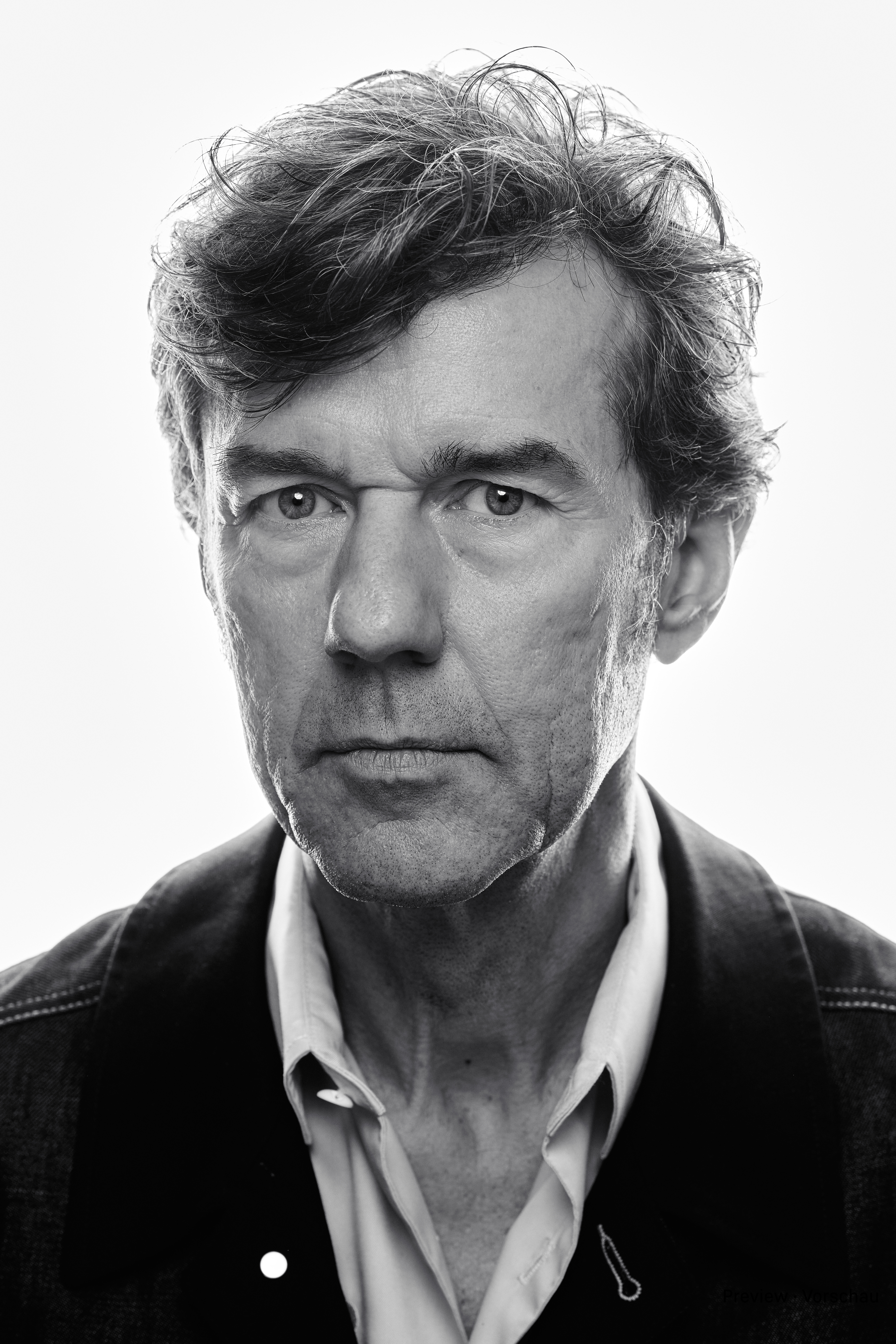
슈테판 자그마이스터

슈테판 자그마이스터(독일어: Stefan Sagmeister, 1962~)는 그래픽 디자이너, 타이포그래퍼이다. 1962년 오스트리아 브레겐츠에 태어났으며, 현재 인도네시아 발리에서 거주하고 있다.

## 생애
15세에 처음으로 디자인 관련 업무를 맡았는데, 알프스 지역의 전통악기에서 이름을 따온 오스트리아의 청소년 잡지 알프혼(Alphorn)에 디자인에 대한 글을 쓰는 일이었다. 이후 글쓰기보다 디자인에 더 큰 관심을 가지고 빈 응용예술대학교와 프랫 인스티튜트에서 그래픽 디자인을 공부했다.
뉴욕에 자신의 디자인 회사 Sagmeister Inc를 가지고 있으며 루 리드, 오케이 고, 롤링 스톤스, 에어로스미스와 팻 메시니의 앨범 커버를 디자인했다. 홍콩, 뉴욕, 발리, 빈 등 다양한 지역에 기반을 두고 활동해왔다.